# Сан-Салвадор-да-Араменья
Сан-Салвадор-да-Араменья (порт. São Salvador da Aramenha)  —  район (фрегезия) в Португалии,  входит в округ Порталегре. Является составной частью муниципалитета  Марван. По старому административному делению входил в провинцию Алту-Алентежу. Входит в экономико-статистический  субрегион Алту-Алентежу, который входит в Алентежу. Население составляет 1527 человек на 2001 год. Занимает площадь 50,76 км².